# 正月十一
正月十一，农历正月第十一天。

## 节假日和习俗
“子婿日” 
　　此日是岳父宴请子婿的日子。初九庆祝“天公生”剩下的食物，除了在初十吃了一天外，还剩下很多，所以娘家不必再破费，就利用这些剩下的美食招待女婿及女儿，民歌称为“十一请子婿”。

## 参看
- 日历
- 正月初九 - 正月初十 - 正月十一 - 正月十二 - 正月十三
- 腊月十一 - 正月十一 - 二月十一
- 正月 - 二月 - 三月 - 四月 - 五月 - 六月 - 七月 - 八月 - 九月 - 十月 - 十一月 - 腊月
- 公历1月11日